# Maita Capac
Maita Capac  (Quíchua: Mayta Qhapaq, O Melancólico,  1280 -- 1320)   foi o quarto  Sapa Inca e governador de Cusco . Quando seu pai Lloque Yupanqui morreu, Maita era ainda muito novo para assumir o poder, por isso seu tio assumiu o governo até que atingisse a maturidade.

## Vida
Maita nasceu em Cusco, possivelmente em Inticancha, era o único filho de Lloque Yupanqui e Mama Cahua.
Quando chegou a idade adulta se casou com Mama Tacucaray, filha do Curaca de Collagua.

## Governo
Os anos iniciais de seu reinado,sob a tutela de seu tio, foi marcado pela guerra contra a etnia rebelde Alcahuisa (também chamados de Alcavisa, ou Alcabisa  era uma das etnias que acompanharam Manco Capac em sua peregrinação a Cusco) que terminou após três batalhas. Na última o líder dos Alcahuisa, Ayar Ucho, foi feito prisioneiro, o que encerrou o conflito. Ayar Ucho foi condenado a prisão perpetua e morreu na prisão.
Após atingir a maioridade liderou 12 mil homens que rumaram em direção do lago Titicaca, ali construiu grandes balças e o atravessou com seu exercito encontrando na margem oposta na região de Collao vários povos esparramados pelos campos que se juntaram ao Inca em paz.
Prosseguindo a expedição chegou a uma região chamada Cacyauiri, as tribos ali existentes construíram uma pequena fortaleza de pedra para resistir ao avanço do exercito inca, Maita dividiu seus homens em quatro partes e cercou a fortaleza.
Após algum tempo os sitiados avançaram sobre as tropas do Inca e foram derrotados. Os lideres sitiados pediram clemencia para seu povo ao Inca se colocando como responsáveis pela resistência e que estariam prontos para morrer e que seria uma morte honrosa. Maita Capac acabou por constituir um governo local com os antigos líderes e retornou a sua capital.
Ao voltar para Cusco enviou um grande exército para o oriente a fim de submeter os Omaguas. Este exército chegou a Chuquiapó e Charcas, passando pela região dos Antis. Voltando a Cusco novamente foi organizado outro exército que cruzou o rio Apurimac e subjugou  os Chumpihuilkas, os Parinacochas, os Collaguas indo até a região de Arequipa.
Conta a história que um de seus capitães ficou fascinado pelo Vale de Arequipa e pediu ao soberano para deixá-lo como governador daquela região. Mayta Capac, respondeu: "Ari Kipay" (sim, pode ficar). Com essa resolução, Arequipa foi incorporada ao Contisuyo, e este capitão conseguiu o apoio de várias tribos que concordaram em fazer parte do Império Incas.
Em seu governo Maita Capac conseguiu finalmente trazer todo o Vale do Cusco ao controle Inca.
Maita Capac antes de falecer passara o governo a seu primogênito Tarco Huamán , mas antes que pudesse assumir seu meio-irmão Cápac Yupanqui filho de Mama Tancapay (ou Mama Tacucaray) deu um golpe de estado e assumiu o governo.
Os descendentes de Maita Capac formaram um ayllu real chamado Usca Maita.

| Precedido por Lloque Yupanqui | 4º Cápac Inca Dinastia Hurin Cusco (1290-1320) | Sucedido por Cápac Yupanqui |
| Precedido por Lloque Yupanqui | 4º Inca do Curacado de Cusco (1290-1320)       | Sucedido por Cápac Yupanqui |